# Een hart voor IJsland
Een hart voor IJsland is een Franse stripreeks geschreven en getekend door Pierre Makyo als schrijver en tekenaar. De reeks is een tweeluik dat verscheen in de collectie vrije vlucht van uitgeverij Dupuis in 1996 en 1998. De albums zijn alleen verkrijgbaar als hardcover.

## Inhoud
Het verhaal speelt zich af aan het eind van de 19de eeuw. Vanuit Duinkerken vertrekken jaarlijks de IJslandvaarders naar de kust van IJsland om daar gedurende een half jaar op kabeljauw vissen. Het leven voor de vissersgemeenschap is zwaar en onzeker want de zee geeft en de zee neemt. Hoofdpersoon in deze tweeluik is Mozes, een jongen die nog twaalf jaar moet worden.
In het eerste deel wordt duidelijk wie zijn echte vader is, want naast Ernst zijn pleegvader die kapitein is op een vissersboot zijn er nog Anthonin, de rijke reder en de dichter Serafijn. In het afsluitend twee deel is Mozes veertien en mag hij mee de zee op. Als scheepsmaat vaart hij mee op het zeilschip de 'Hirondelle' waarvan zijn pleegvader kapitein is. De zeiltocht naar de zeeën rond IJsland duurt maanden. Aan boord is ook Xas, de neef van de reder en een stompzinnige en gewetenloze bruut met een tatoeage op zijn rechterwang. Xas is ook degene die de bemanning in het onheil zal storten...

## Achtergrond
In dit stripverhaal wordt de sfeer van de harde visserswereld, rond 1900, op een realistische manier weergegeven. De auteur heeft zich uitstekend gedocumenteerd, zo getuigen de in het begin van het album opgenomen schetsen en foto's. De albums volgen twee verhaallijnen: die van Mozes, die gevolgd wordt in zijn dagelijks leven en die van het gezinsleven van de vissers en hun gezinnen, wiens leven hard en onzeker is. In het laatste deel is een dossier opgenomen, met een interview met Pierre Makyo. Makyo ziet deze strip als een eerbetoon aan zijn grootvader, die zeevisser was.

## Albums
| Nummer | Titel                   | Verschenen | Uitgeverij |
| ------ | ----------------------- | ---------- | ---------- |
| 1      | Een hart voor IJsland 1 | 1996       | Dupuis.    |
| 2      | Een hart voor IJsland 2 | 1998       | Dupuis.    |